# Nunzio Gallo
Nunzio Gallo (Nápoly, 1928. március 28. – Telese Terme, 2008. február 25.) olasz énekes. Ő képviselte Olaszországot az 1957-es Eurovíziós Dalfesztiválon Corte della mia chitarra című dalával, amely a szavazás során a hatodik helyet érte el a tízfős mezőnyben. Érdekesség, hogy ez a dal a fesztivál történetének leghosszabb dala.

## Fordítás
- Ez a szócikk részben vagy egészben  a   Nunzio Gallo című olasz Wikipédia-szócikk ezen változatának fordításán alapul.  Az eredeti cikk szerkesztőit annak laptörténete sorolja fel. Ez a jelzés csupán a megfogalmazás eredetét és a szerzői jogokat jelzi, nem szolgál a cikkben szereplő információk forrásmegjelöléseként.